# Benvenuto di Giovanni

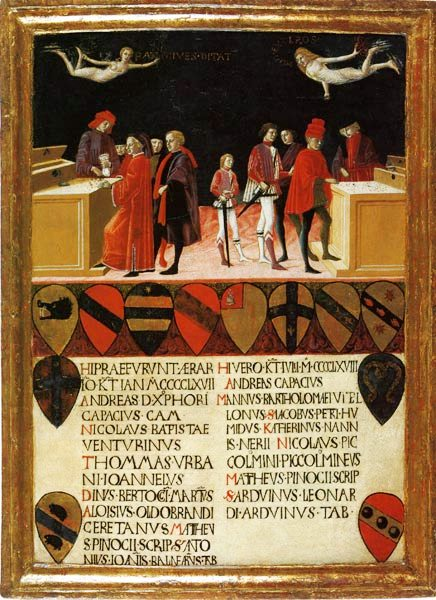
Tavoletta di Biccherna dipinta da Benvenuto di Giovanni

Benvenuto di Giovanni di Meo del Guasta (Siena, 13 settembre 1436 – Siena, 1509/1518) è stato un pittore italiano.

## Biografia

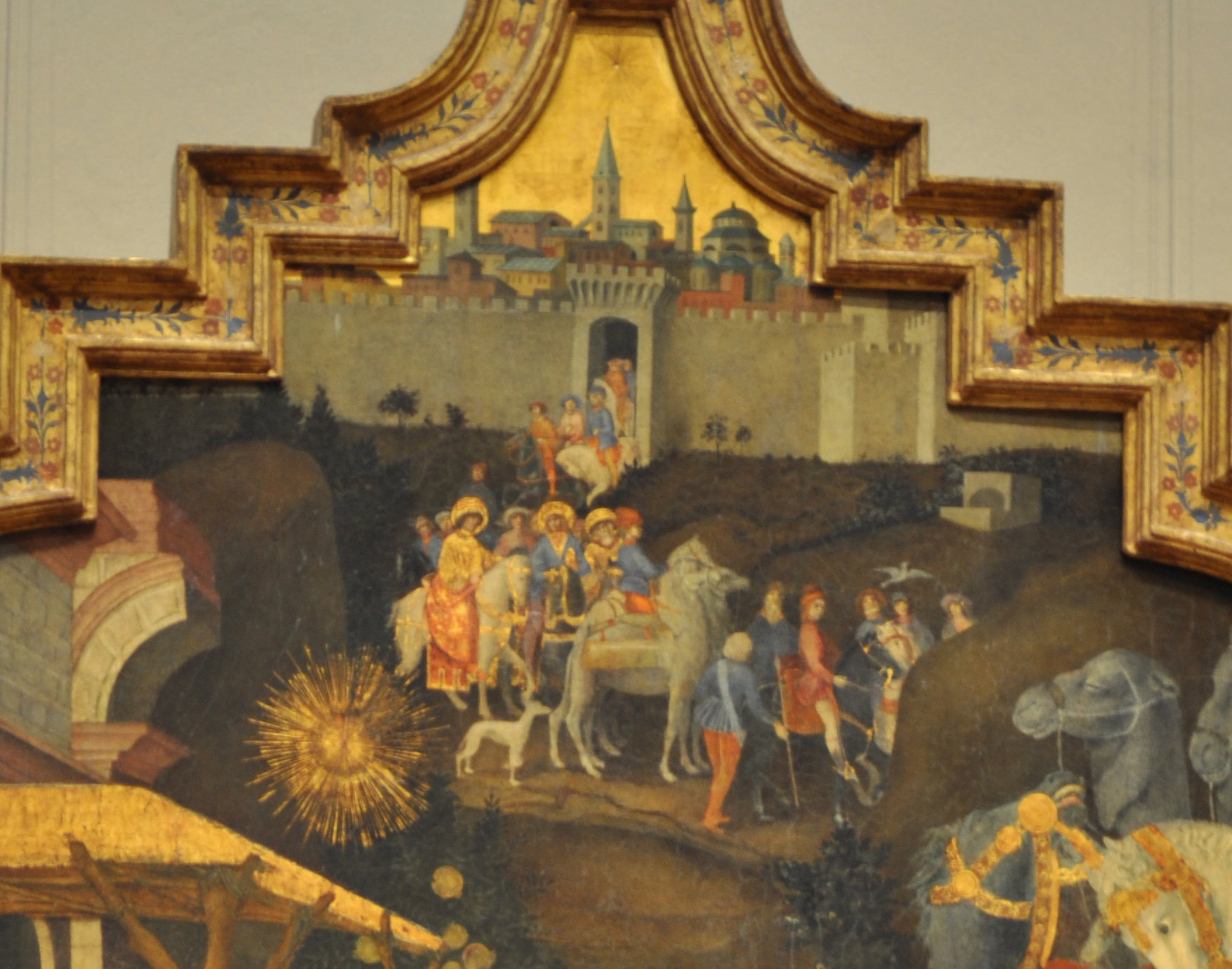
Adorazione dei Magi, circa 1470

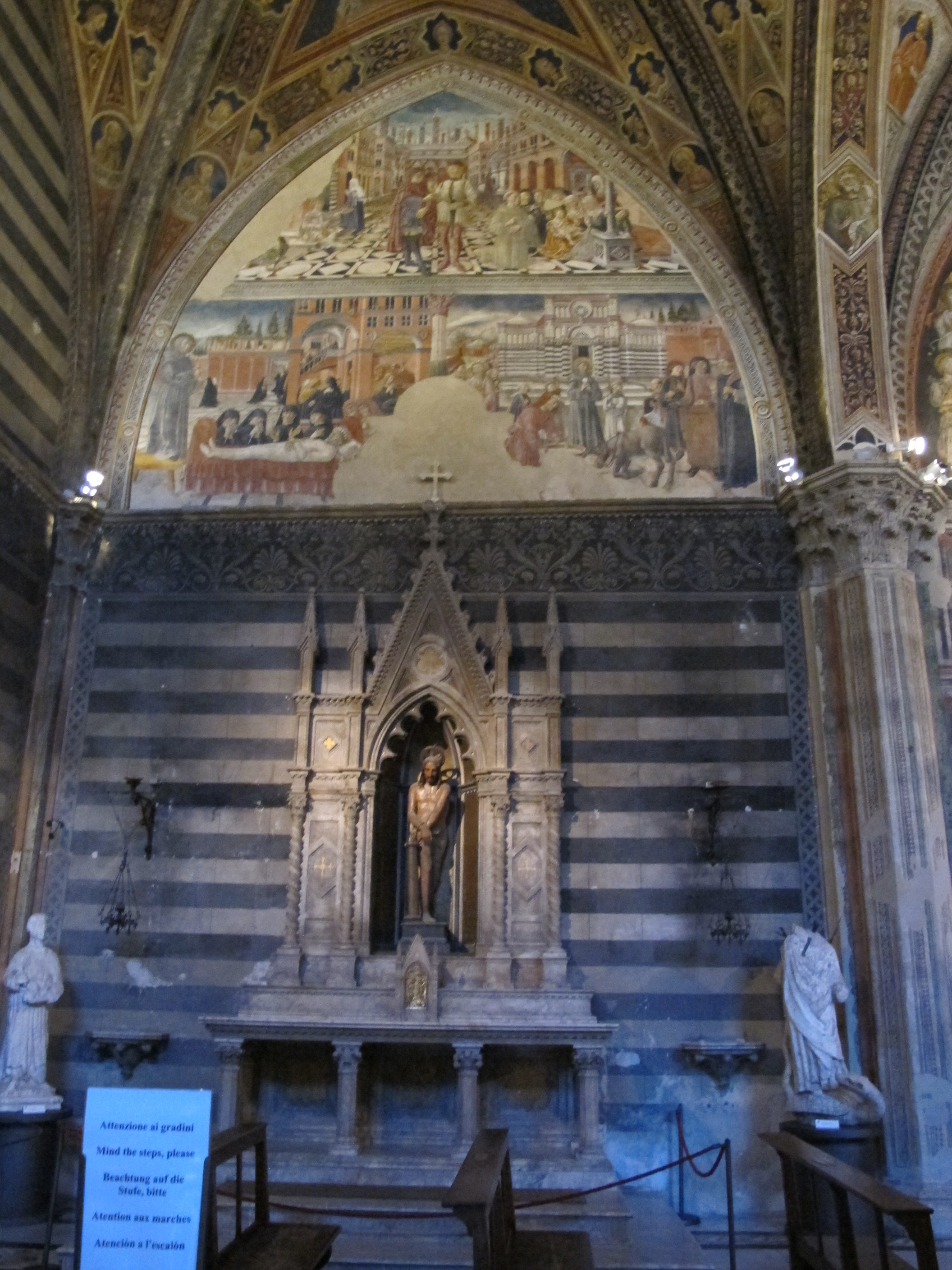
Storie di sant'Antonio da Padova, battistero di San Giovanni, 1495

Le notizie sulla vita e sulla sua formazione artistica sono scarne e talvolta imprecise.
È certo che suo padre fu Giovanni di Meo del Guasta e che seguì un percorso di studio e di apprendistato presso la bottega del Vecchietta. Fu attivo nella vita sociale e pubblica di Siena:
nel 1480 fu capitano della compagnia militare di San Giusto, dieci anni dopo di quella del Borgo Santa Maria. Sposò Iacopa di Tommaso da Cetona, con la quale ebbe sei figli, uno dei quali, Girolamo, seguì le sue orme.
Benvenuto di Giovanni sviluppò uno stile piuttosto originale caratterizzato da un'eleganza figurativa, da una grande cura nei particolari, dalla solennità compositiva e da un plasticismo nitido, che però con la maturazione tenderà verso una ricerca di forme stilizzate. Evidenziò influenze del Vecchietta e del suo coetaneo, Neroccio, della miniatura settentrionale e in particolare di quella padovana. Oltre ad aver conosciuto Gerolamo da Cremona e Liberale da Verona, entrambi attivi a Siena contemporaneamente a lui, non mancarono influenze dalle scuole lombarda, fiorentina e veneta.
Benvenuto di Giovanni incominciò a lavorare nella sua città intorno al 1455, all'interno del battistero di San Giovanni, con le Storie di sant'Antonio da Padova.
Successive di una decina di anni furono le l'Annunciazioni per la chiesa di San Gerolamo e per la chiesa dell'Osservanza, opere che dimostrarono una già raggiunta maturità artistica.
Nel 1470 fu attivo all'ospedale di Siena, dove gli sono stati attribuiti gli affreschi raffiguranti Sant'Andrea.
Intorno al 1470 il pittore evidenziò contatti e influenze con la scuola fiorentina e gli influssi di Matteo di Giovanni, date le caratteristiche delle opere principali di questo periodo, l'Adorazione, la Vergine in trono e Santi ed il trittico firmato e conservato nella Galleria di Siena.
Il trittico della pieve di Montepertuso, con Madonna e santi, del 1475 si caratterizzò per la solennità compositiva e l'eleganza delle immagini .
Quattro anni più tardi realizzò il suo capolavoro, il trittico con la Madonna, san Pietro e san Nicola della National Gallery di Londra.
Dal 1480 in poi Benvenuto di Giovanni intensificò la sua attività di miniaturista, come confermato dal salterio scoperto alla badia della Trinità di Cava de' Tirreni.
Nel 1481 realizzò la parte centrale dell'affresco con la Vergine della Misericordia, del Monte dei Paschi di Siena; tra il 1480 e il 1490 fu attivo per il duomo senese con una Sibilla e la Cacciata di Erode,
L'Ascensione del 1491, della Pinacoteca di Siena, dimostrò invece un recupero degli elementi medioevali.
L'ultimo periodo della sua carriera segnerà una certa stanchezza creativa ed espressiva risollevata dalla collaborazione con il figlio Girolamo: da menzionare la lunetta con San Caterina e papa Gregorio, nella Galleria della Società di Pie Disposizioni in Siena, del 1501-1502; la Madonna con san Sebastiano e san Martino, a Santa Lucia di Sinalunga, del 1509.

## Opere

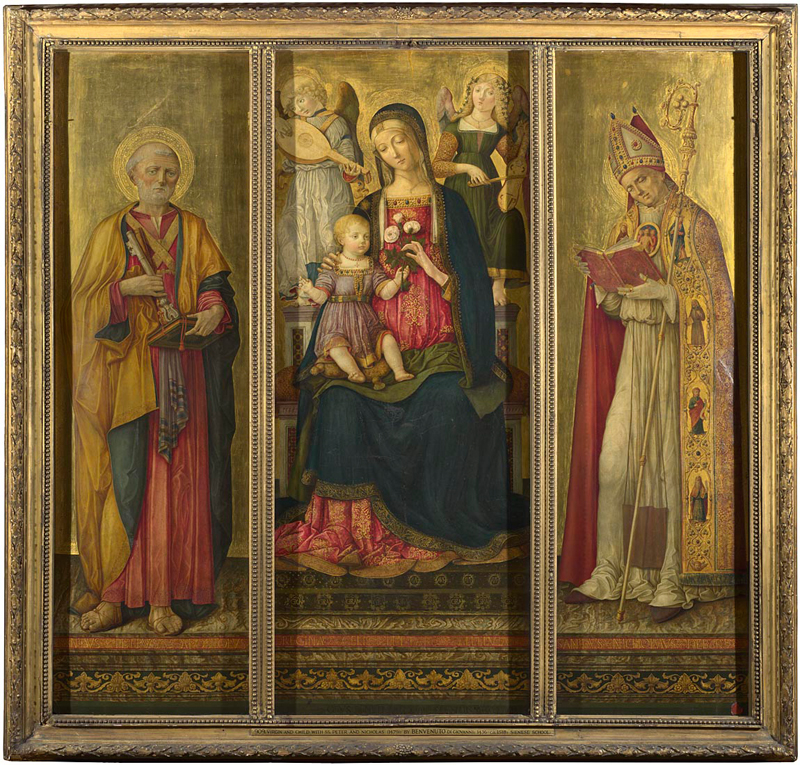
Pala della Madonna col Bambino e tra i santi Pietro e Nicola

- Madonna col Bambino, 1474-75, Londra, National Gallery;
- Pala della Madonna col Bambino e tra i santi Pietro e Nicola, 1479, Londra, National Gallery.